# Philoliche rueppellii
Philoliche rueppellii är en tvåvingeart som först beskrevs av Jaennicke 1867.  Philoliche rueppellii ingår i släktet Philoliche och familjen bromsar. Inga underarter finns listade i Catalogue of Life.